# عبد الله ديوب (لاعب كرة قدم)
عبد الله ديوب (بالفرنسية: Abdoulaye Diop)‏ هو لاعب كرة قدم سنغالي في مركز الوسط، ولد في 17 سبتمبر 1999 في داكار في السنغال. لعب مع اتلانتا يونايتد 2.